# Yonai Mitsumasa

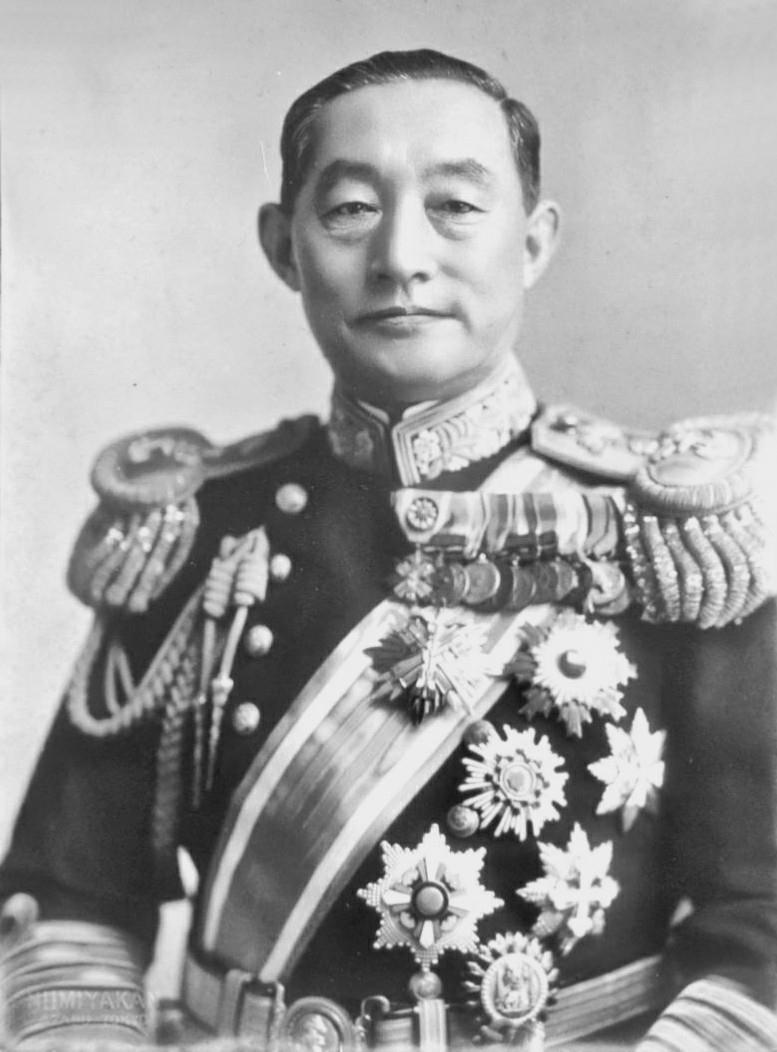
Yonai Mitsumasa

Yonai Mitsumasa (japanisch 米内 光政; * 2. März 1880 in Morioka; † 20. April 1948 in Tokio) war ein japanischer Admiral und Politiker. Er war der 37. Premierminister Japans und amtierte vom 16. Januar bis zum 22. Juli 1940.

## Leben
Yonai schloss 1901 die Ausbildung an der Marineakademie ab und wurde im gleichen Jahr der Crew der Panzerkorvette Kongō zugeteilt. Im folgenden Jahr kam er auf den Panzerkreuzer Tokiwa und wurde 1903 zum Leutnant zur See befördert. An Bord eines Zerstörers und des Panzerkreuzers Iwate nahm er am Russisch-Japanischen Krieg teil. Es folgten bis 1911 Verwendungen auf den Schiffen Niitaka, Shikishima, Satsuma und Tone. 1912 graduierte er von der Marinehochschule.
Im Ersten Weltkrieg diente er von Februar 1915 bis Februar 1917 als Marineattaché im Russischen Kaiserreich. Nach dem Krieg folgten weitere Auslandsverwendungen in Europa, unter anderem in Polen, und 1920 die Beförderung zum Kapitän zur See. Ab 1922 war Yonai nacheinander Kommandant der Schiffe Kasuga, Iwate, Fusō und Mutsu, bevor er 1925 zum Chef des Stabes der 2. Flotte ernannt und zum Konteradmiral befördert wurde. Im folgenden Jahr wurde er Chef des 3. Büros des Admiralstabs.
1928 wurde Yonai Kommandeur der 1. Expeditionsflotte in China und zwei Jahre später Befehlshaber des Wehrbezirks Chinkai (Chinkai Keibifu) unter Beförderung zum Vizeadmiral. Im Dezember 1932 folgte die Ernennung zum Oberbefehlshaber der 3. Flotte und im November 1933 die zum Oberbefehlshaber im Marinebezirk Sasebo. Von November 1934 bis Dezember 1935 befehligte er die 2. Flotte und danach bis Dezember 1936 den Marinebezirk Yokosuka. Anschließend wurde er zum Oberbefehlshaber der Kombinierten Flotte und zugleich der 1. Flotte ernannt, was er für drei Monate blieb.
Von Februar 1937 bis August 1939 amtierte Yonai als Marineminister in drei aufeinanderfolgenden Regierungen und wurde im April 1937 zum vollen Admiral befördert. Er war alarmiert von der sich vertiefenden Spaltung mit den Mitsiegermächten des Ersten Weltkriegs Großbritannien und USA, autorisierte aber gleichwohl den Bau der Superschlachtschiffe der Yamato-Klasse. Seine Haltung brachte ihm wiederholte Todesdrohungen und Attentatsversuche aus dem Lager der japanischen Ultranationalisten ein.
Als Nachfolger von Abe Nobuyuki wurde Yonai im Januar 1940 Premierminister Japans und setzte seinen pro-britischen und -amerikanischen Kurs fort, bis ihn der zunehmende Druck aus dem Lager der achsenfreundlichen Kaiserlich Japanischen Armee und deren Weigerung, nach dem Rücktritt von Heeresminister Hata Shunroku einen neuen Minister zu benennen, im Juli 1940 zum Rücktritt zwangen. In der Folge unterzeichnete Japan den Dreimächtepakt mit Deutschland und Italien.
Im Juli 1944 kehrte Yonai aus der Reserve zurück, um in Nachfolge Nomura Naokunis erneut Marineminister zu werden. Nach der Kapitulation und der Besetzung Japans trat er im November 1945 von seinem Amt zurück und starb 1948 im Alter von 68 Jahren an einer Lungenentzündung.